# معجم الغني
معجم الغني  هو معجم عربي يحتوي على تعريف ل 30,000 مادة ومصطلح بوجود أكثر من 195,000 كلمة مشتقة فيه. من صفات القاموس أنه مرتب ألفبائيًا، إضافةً إلى أنه يحدد الكلمات العربية الأصل من الكلمات الدخيلة والمعربة.
وهو من تأليف الدكتور عبد الغني أبو العزم.

## الغني الزاهر

عبد الغني أبو العزم بندوة في فهد للترجمة بطنجة

اتبع المعجم منهجية معتمدة في القواميس أحادية اللغة الأوروبية مثل لو روبير.
وقال أبو العزم أنه يجب على المعجماني (المعجماتي، القاموسي) عدم اختلاق تعابير في القاموس، وأن معظم المعاجم العربية الحديثة تهتم بالمواد القديمة أكثر من المعاصرة التي يعد تسجيلها من مهام المعاجم، وأن عليها مواكبة تطور اللغة. ورتب معجمه حسب النطق، وقال اعتمد على مدونة اللغة الحديثة واهتم بمؤلفات الكاتبات من النساء.

## وصلات خارجية
- معجم الغني من موقع صخر